# Seether
Seether — південно-африканський рок-гурт, який грає у стилі пост-гранж та альтернативний рок. Заснований у травні 1999 року в Йоганнесбурзі, Ґаутенг, ПАР. Колишня назва — Saron Gas.

## Історія

### Заснування (2002—2003)
Гурт заснували під назвою Saron Gas 1999 року в Йоганнесбурзі, ПАР. 2000 року на Musketeer Records світ побачив перший їхній альбом — «Fragile». Мелодійно-важким звучанням гурту зацікавився лейбл Wind-up Records і відразу ж запропонував підписати контракт. Через те, що Saron Gas є омофоном до sarin gas (смертоносного газу, який розробила, але так і не використала, під час Другої світової війни Нацистська Німеччина), гурт змінив свою назву на Seether (на честь однойменної пісні гурту Veruca Salt)

### Початок і Disclaimer (2002)
Після випуску їхнього першого офіційного альбому Disclaimer у 2002 році, Seether вирушив у турне. Найбільшим успіхом користувалися такі пісні: «Fine Again», «Driven Under» та «Gasoline». Після закінчення турне, гурт вирішив повернутися до студії та почати запис другого альбому, але через світове турне з гуртом Evanescence їм довелося відкласти свої плани майже на рік. Пісня «Fine Again» появилася у відеоіграх Madden NFL 2003 та 1080 Avalanche.

### Успіх та Disclaimer II (2003—2004)
Разом із Емі Лі з Evanescence гурт Seether переробив свою акустичну баладу «Broken» на електричну баладу. Успіх нової версії за участі Емі Лі змусив гурт перезаписати пісню. «Broken» разом із новою піснею «Sold Me» ввійшла до саундтреків фільму «Каратель», що забезпечило гурту відомість в США, Великій Британії та Австралії. Саме в цей період і розпочався роман між Лі та Морганом.
Альбом Disclaimer II — альтернативна версія альбому — побачив світ в кінці 2004 року. Багато оригінальних пісень перезаписали або зробили ремікси, а також додали 8 нових треків.

### Karma and Effect, One Cold Night (2005—2006)
2005 вийшов третій альбом — Karma and Effect. Першопочаткову назву альбому — Catering to Cowards — змінили за вимогою лейбла. «Karma and Effect» дебютував під номером 8 у чарті US Billboard 200 та став золотим в США та Канаді. Альбом породив три сингли: «Remedy», «Truth» та «The Gift». «Remedy» посів першу позицію на US Mainstream Rock Charts.
22 лютого 2006 року гурт випустив акустичний CD + DVD сет під назвою One Cold Night, який записали на Grape Street, Філадельфія. 16 червня 2006 року оголошено про те, що соло-гітарист Патрік Коллаган покидає гурт. Шон Морган так прокоментував цю подію: «Ем… відчуваю незначне полегшення… насправді значне . Він був тією людиною гурту, яка завжди каже „ні“. Він ніс негативну енергію під час написання музики. Особисто я нічого не відчуваю, а це дивно, адже він був моїм другом протягом чотирьох років. Але коли він пішов, дружба наче пішла разом із ним.». Через те, що Морган проходив курс реабілітації від алкогольної залежності, гурту довелось скасувати свій тур зі Staind та Three Days Grace.

### Finding Beauty in Negative Spaces (2007—2009)
Реліз альбому Finding Beauty in Negative Spaces планувався на серпень, але через самогубство Морганового брата Юджина, випуск альбому довелося відкласти. Альбом побачив світ 23 жовтня 2007 року. Продажі першого тижня склали 57000 екземплярів, що допомогло релізу посісти 9 сходинку хіт-параду Billboard 200. Перший сингл Fake It займав тоді перше місце на US Mainstream Rock Charts і Modern Rock Charts, залишаючись на вершині двох чартів протягом 9-ти тижнів. Після успіху «Fake It» гурт випустив другий сингл Rise Above This, який також посів перше місце в чарті Modern Rock Tracks. Останній сингл альбому — Breakdown — мав уже менший успіх.
Seether почали тур на підтримку альбому на початку 2008 року. За альбом Finding Beauty in Negative Spaces Seether здобули свою першу нагороду — South African Music Award як «Best Rock: English», а також MTV Africa Music Award як «Найкращий альтернативний артист» («Best Alternative Artist»). На прохання лейблу Wind-up Records гурт до дня Св. Валентина зробив кавер на пісню Careless Whisper гурту Wham!. Вони перетворили відому поп-пісню 80-х на хард рок/ метал версію. «Careless Whisper» набула широкого розголосу. Кліп на цю пісню вийшов 15 червня 2009 року. Композиція стала додатковим треком на перевиданому альбомі Finding Beauty In Negative Spaces. Переспів пісні «Careless Whisper» від Seether визнали п'ятим коли-небудь створеним кавером на пісню Джорджа Майкла.

### Holding Onto Strings Better Left to Fray та Seether: 2002—2013 (2010—2013)
Альбом Holding onto Strings Better Left to Fray вийшов 17 травня 2011 року. Незважаючи на скромні продажі, альбом завоював друге місце на Billboard 200. Це був перший і останній повноцінний запис Троя МакЛовгорна в ролі гітариста Seether — весною 2011 року він повернувся до Evanescence, які готували своє велике повернення з новим альбомом та належним туром.
29 жовтня 2013 року Seether випустив альбом Seether: 2002—2013, що складався з двох дисків та містив найвідоміші хіти гурту, кавер на пісню «Seether» Veruca Salt (на її честь був названий гурт), два нові студійні треки, раніше невидані демо-версії пісень та саундтреки.

### Isolate and Medicate та Poison The Parish (2014—2018)
29 квітня 2014 року до гурту приєднався новий соло-гітарист Браян Вікманн. 1 липня 2014 року світ побачив шостий альбом гурту — Isolate and Medicate. Всі гітарні партії, однак, виконав Морган. В перший тиждень у США було продано 36000 екземплярів альбому . Серед синглів: «Same Damn Life», «Words as Weapons», «Nobody Praying for Me» та «Save Today».
Наприкінці 2016 гурт заявив, що зараз працює над записом свого сьомого студійного альбому. 22 лютого 2017 року вийшов сингл «Let You Down» з майбутнього альбому під назвою «Poison the Parish». Іншими синглами стали «Betray and Degrade» та «Against the Wall». 12 травня 2017 року вийшов сам альбом.
У червні 2017 року гурт записав кавер на пісню «Black Honey» американського гурту «Thrice». 6 червня 2018 року вийшла акустична версія пісні «Against the Wall» разом із відеокліпом.

### Si Vis Pacem, Para Bellum (2019— наш час)
У червні 2019 року Джон Гамфрі повідомив, що гурт працює над своїм восьмим студійним альбомом. 24 червня 2020 року гурт оголосив, що альбом під назвою «Si Vis Pacem, Para Bellum» вийде 28 серпня 2020 року. Вони також випустили перший сингл з нового альбому — «Dangerous». Новий альбом містив 13 композицій, які спродюсував сам Морган у Нашвіллі (Теннессі) між груднем 2019 та січнем 2020 року. 17 липня гурт видав другий сингл «Bruised and Bloodied». 14 серпня, за два тижні до виходу альбому, світ побачив третій сингл — «Beg».
У липні 2021 року гурт видав мініальбом Wasteland — The Purgatory, а першого липня 2022 року світ побачив подарункове видання альбомуSi Vis Pacem, Para Bellum.

## Стиль та вплив
На гурт Seether сильно вплинув американський грандж, зокрема такі гурти як Nirvana та Alice in Chains. Стефен Томас Ерлевайн з Allmusic писав: « Вокаліст/автор пісень гурту Seether, Шон Морган, є безсоромним, непримирливим шанувальником Курта Кобейна, який використовує звучання гурту Nirvana як зразок для Seether». На Seether також вплинули гурти Deftones та Nine Inch Nails.

## Seether та Україна
Гурт відвідав Україну двічі. Вперше Seether відіграв свій концерт 4 листопада 2012 року в київському клубі «BINGO». Вдруге ж гурт відвідав Україну та відіграв свій концерт, цього разу акустичний, 16 листопада 2013 року в київському клубі «Юність», де на розігріві у них виступив український гурт POINT.

## Склад гурту

### Теперішній склад
- Шон Морґан– вокал, ритм-гітара, акустична гітара (1999 — сьогоднішній день);
- Дейл Стюварт — бас-гітара, бек-вокал, акустична гітара (2000 — сьогоднішній день);
- Джон Гамфрі — барабани, перкусія (2003 — сьогоднішній день);
- Браян Вікменн — соло-гітара, бек-вокал (2014 — сьогоднішній день);

### Сесійні музиканти
- Джош Фріз — барабани в Disclaimer та Disclaimer II (2002)
- Емі Лі — вокал у пісні «Broken» з The Punisher: The Album та Disclaimer II (2004)
- Говард Бенсон — клавішні, програмування в Finding Beauty in Negative Spaces (2007)
- Space — гітара в Finding Beauty in Negative Spaces (2007)
- Van Coke Kartel — музиканти на «Goodbye Tonight» з Isolate and Medicate (2013—2014)

### Колишні учасники
- Йоган Грілінг — соло-гітара (1999)
- Тіронн Морріс — бас-гітара (1999—2000)
- Девід «Дейв» Когое — барабани, бек-вокал (1999—2002)
- Нік Ошіро — барабани (2002—2003)
- Петрік «Пет» Коллаган — соло-гітара (2002—2006)
- Трой МакЛовгорн — соло-гітара, бек-вокалl (2008—2011)

### Музиканти, які грали з гуртом під час турів
- Нік Аргірос — барабани (2002)
- Джон Джонстон — барабани (2002)
- Ерік Елденіус — барабани (2002)
- Нік Анніс — соло-гітара (2002)
- Кевін Соффера — барабани, бек-вокал (2003)
- Браян Тічі — барабани (April 2007)

## Дискографія

### Студійні альбоми як Saron Gas
- Fragile (2000)

### Студійні альбоми як Seether
- Disclaimer (2002)
- Disclaimer II (2004)
- Karma and Effect (2005)
- Finding Beauty in Negative Spaces (2007)
- Holding Onto Strings Better Left to Fray (2011)
- Isolate and Medicate (2014)
- Poison the Perish (2017)
- Si Vis Pacem, Para Bellum (2020)
- Wasteland — The Purgatory EP (2021)